# Carrier Strike Group One

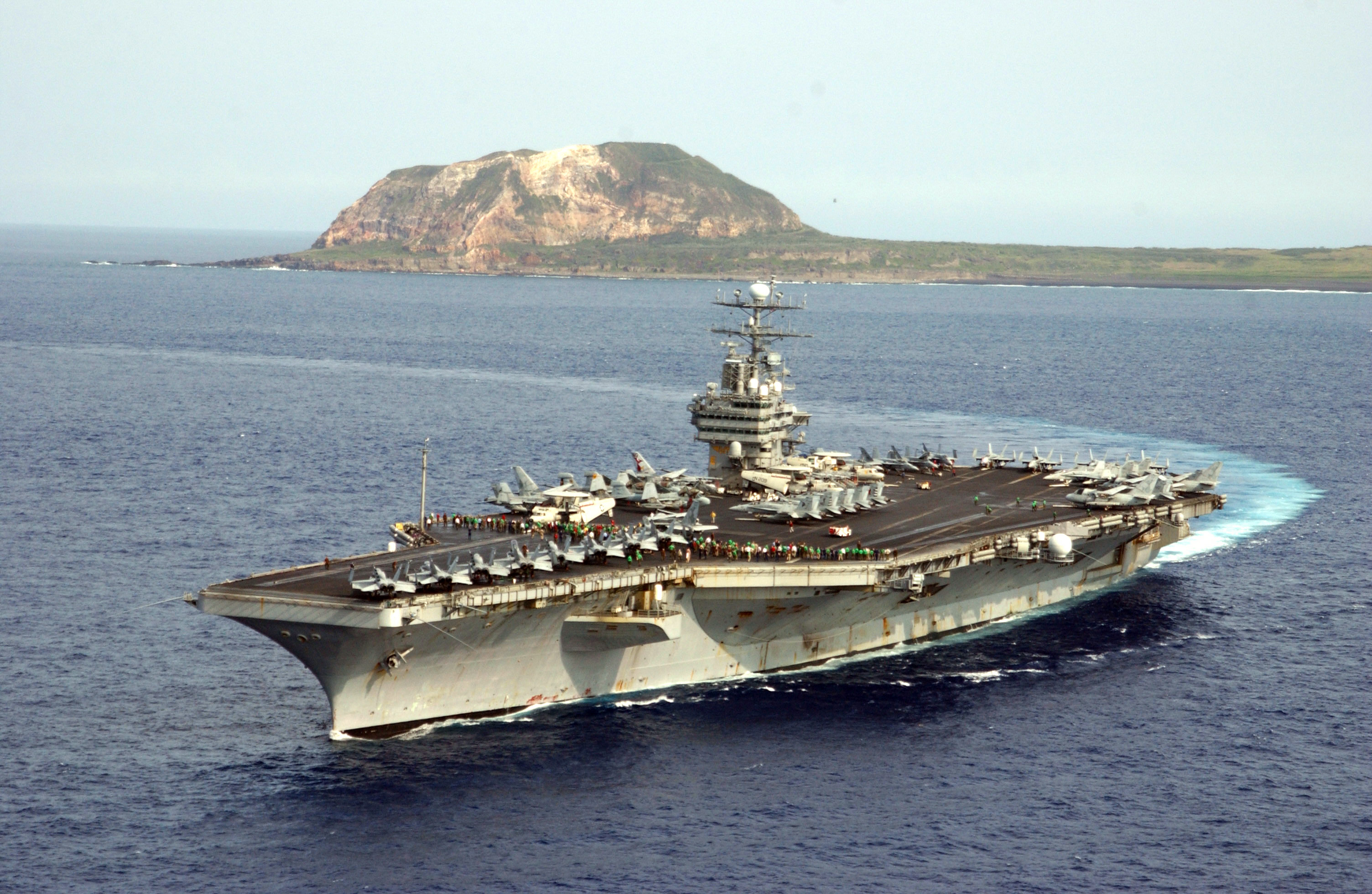
L'USS Carl Vinson (CVN-70) ici en 2003, navire amiral du CSG-1.

Le Carrier Strike Group One, abrégé CSG-1 ou CARSTRKGRU 1, est l'un des 6 groupes aéronavals de la United States Navy affecté à la flotte du Pacifique. Stationné à la base aéronavale de North Island, il est rattaché administrativement à la 3e flotte (pacifique-Est) et ses déploiements opérationnels se font au profit de la 7e flotte (pacifique-Ouest) et de la 5e flotte (golfe arabo-persique et océan Indien). La désignation de Carrier Strike Group date de 2004, mais le CSG-1 n'est établi qu'en octobre 2009, à l'issue du retour en service opérationnel de son nouveau navire-amiral, l'USS Carl Vinson.

## Le Carl Vinson Strike Group, ancêtre du CSG-1
Même si la notion de groupe aéronaval remonte à la Seconde Guerre mondiale, la composition des Task Forces comme on les désignait à l'époque était très aléatoire, les navires d'escorte n'évoluant pas toujours avec les mêmes porte-avions. En 1992, sur proposition du chef d'état-major de l'US Navy, il fut décidé de rationaliser la composition des groupes aéronavals, et d'affecter de manière permanente les mêmes navires d'escorte. Les groupes aéronavals prennent alors la l'appellation de Carrier Vessel Battle Group.
Le groupe aéronaval du Carl Vinson a participé à de nombreuses opérations impliquant les forces armées américaines. Au début de sa carrière, il a ainsi pris part à l'escorte des pétroliers dans le golfe Persique pendant le conflit Iran-Irak. Par la suite, au cours de divers déploiements successifs, il a assuré la mission de contrôle de l'espace aérien irakien (opération Southern Watch), procédant à des frappes aériennes dans le cadre de l'opération Tempête du désert (1996). Son escorte était alors composée du croiseur à propulsion nucléaire USS Arkansas, du croiseur porte-missiles USS Shiloh, des destroyers polyvalents USS Laboon et USS Russel, du destroyer anti-submersibles USS Hewitt et du sous-marin nucléaire d'attaque USS Jefferson City.
Lors de l'opération Desert Fox (1998), le groupe aéronaval du Carl Vinson est de nouveau engagé. Il se compose des navires suivants: porte avions USS Carl Vinson (CVN-70) embarquant le Carrier Air Wing 11 (CVW-11), des croiseurs USS Antietam et USS Princeton, des destroyers USS Fitzgerald et USS Oldendorff, de la frégate USS McClusky, du navire de ravitaillement USNS Rainier et des sous-marins nucléaires d'attaque USS Pasadena et USS Colombus.
Le 11 septembre 2001, alors que le Carl Vinson et son groupe croisent au large de l'Inde, des attaques kamikazes frappent New York et Washington. Le Carl Vison et son escorte sont alors dépêchés au large du Pakistan, d'où ils lanceront les premières frappes de l'opération Liberté immuable. Le groupe aéronaval est constitué des unités suivantes : porte avions USS Carl Vinson (CVN-70) embarquant le Carrier Air Wing 11 (CVW-11), des croiseurs USS Antietam et USS Princeton, des destroyers USS John Paul Jones, USS O'Kane et USS O'Brien, de la frégate USS Ingraham, des navires de ravitaillement USNS Sacramento et USNS Niagara Falls et des sous-marins nucléaires d'attaque USS Olympia et USS Key West.
En janvier 2003, devant l'imminence de la guerre en Irak, le Carl Vinson et son groupe sont envoyés dans le golfe Persique. Ils participent à l'opération liberté irakienne, rentrant au port à l'issue d'un déploiement de neuf mois. Le groupe déployé se compose des unités suivantes : porte avions USS Carl Vinson (CVN-70) embarquant le Carrier Air Wing 9 (CVW-9), le croiseur USS Antietam, les destroyers USS John Paul Jones et USS Lassen, les frégates USS Ford et USS Ingraham.
Initialement affecté au Carrier Strike Group 3, le Carl Vinson est réaffecté au Carrier Strike Group One à l'issue du changement du combustible de ses 2 réacteurs nucléaires en 2009,.

## Composition du CSG-1
Le CSG-1 est composé d'un navire-amiral, l'USS Carl Vinson, d'un croiseur lance-missiles de la classe Ticonderoga, d'une escadre embarquée (le Carrier Air Wing 17) et des navires composant le Destroyer Squadron 1.

### 2010
- USS Carl Vinson (CVN-70), navire-amiral
- Carrier Air Wing Seventeen (CVW-17)
- USS Bunker Hill (CG-52)
- USS Lake Champlain (CG-57)
- Destroyer Squadron 1:
  - USS Stockdale (DDG-106)
  - USS Gridley (DDG-101)
  - USS Higgins (DDG-76)
  - USS Rentz (FFG-56)
  - USS McClusky (FFG-41)

En janvier 2010, le Carl Vinson et son groupe sont basés à Norfolk, et ils doivent rejoindre leur nouvelle affectation. En chemin, ils sont déroutés pour porter assistance à Haïti, frappée par un séisme,,,.

### 2010-2011
Déploiement du 30 novembre 2010, toujours en cours au 5 juin 2011:
- USS Carl Vinson (CVN-70) , navire-amiral
- Carrier Air Wing Seventeen (CVW-17)
- USS Bunker Hill (CG-52)
- Destroyer Squadron 1:
  - USS Stockdale (DDG-106)
  - USS Gridley (DDG-101)

Ce déploiement constitue une première pour 3 des unités engagées. Le Carl Vinson, qui est déployé pour la première fois depuis 2005, le croiseur USS Bunker Hill a été modernisé, et le destroyer USS Stockdale effectue sa première mission. Le groupe aéronaval est détaché au profit des 7e et 5e flottes, il participe au soutien des forces en Afghanistan et en Irak, relevant le Carrier Strike Group 9.
Il est également engagé en soutien de la lutte contre la piraterie. C'est aussi à bord de l'USS Carl Vinson qu'est transférée la dépouille d'Oussama ben Laden, tué le 2 mai 2011 par des commandos de marine,.

### À partir de 2017
Au début du mois d'avril 2017, le groupe aéronaval de l'USS Carl Vinson est envoyé au large de la péninsule coréenne dans le cadre des préoccupations constantes du programme de missiles balistiques nord-coréens.